# 6822 Horálek
6822 Horálek eller 1986 UO är en asteroid i huvudbältet som upptäcktes den 28 oktober 1986 av den tjeckiske astronomen Zdeňka Vávrová vid Kleť-observatoriet. Den är uppkallad efter den tjeckiska astronomen Petr Horálek.
Asteroiden har en diameter på ungefär 5 kilometer.